# Sara Sorribes Tormo
Sara Sorribes Tormo (pronúncia em espanhol: [ˈsaɾa soˈriβes ˈtoɾmo]; nascida em 8 de outubro de 1996) é uma tenista profissional espanhola.
Tormo conquistou um título de simples e três títulos de duplas no WTA Tour, além de um título de duplas no WTA Challenger Tour. No Circuito ITF, ela conquistou onze títulos de simples e nove de duplas. Ela ganhou seu primeiro título WTA no Abierto Zapopan de 2021 em Guadalajara. Ela alcançou o recorde de sua carreira no ranking mundial de número 32 em 7 de fevereiro de 2022 e alcançou o número 37 no ranking de duplas WTA em 5 de dezembro de 2022.

## Início da vida e antecedentes
Sara Sorribes Tormo nasceu em 8 de outubro de 1996 em Castellón de la Plana, na Espanha. A mãe é dona de uma loja de souvenirs e também foi instrutora de tênis, enquanto o pai trabalha no ramo imobiliário e jogava futebol profissionalmente. Sara também tem um irmão, Pablo. Sua mãe a apresentou ao esporte aos 6 anos. O golpe favorito de Sara é o voleio, enquanto sua superfície favorita é o saibro. Seu torneio favorito é o Aberto da França. Enquanto crescia, ela gostava de assistir Justine Henin, e agora ela também admira Sara Errani e David Ferrer. Em seu tempo livre, ela gosta de sair com seu irmão e seus amigos. A residência atual de Sara é em la Vall d'Uixó, Espanha.
Sara teve o 33º lugar no ranking júnior, o mais alto de sua carreira, e ganhou três títulos de simples e três de duplas no ITF Junior Circuit. Também foi vice-campeã do US Open de 2013 em duplas, onde junto com Belinda Bencic, perderam para a dupla tcheca Barbora Krejčíková e Kateřina Siniaková. Em 2014, conquistou o Campeonato Europeu Júnior, derrotando na final a compatriota Paula Badosa.
Até 2017, Sara jogava nos torneios da ITF. Em 2017, ela entrou no top 100 pela primeira vez, e se tornou mais constante no WTA Tour.
Jogando pela seleção espanhola da Fed Cup, ela fez sua estreia nos play-offs do Grupo II da Fed Cup de 2015 e acumulou um recorde de vitórias e derrotas de 6–4.

## Carreira profissional

### 2012–15: Tentativa de estrear no WTA Tour, top 200

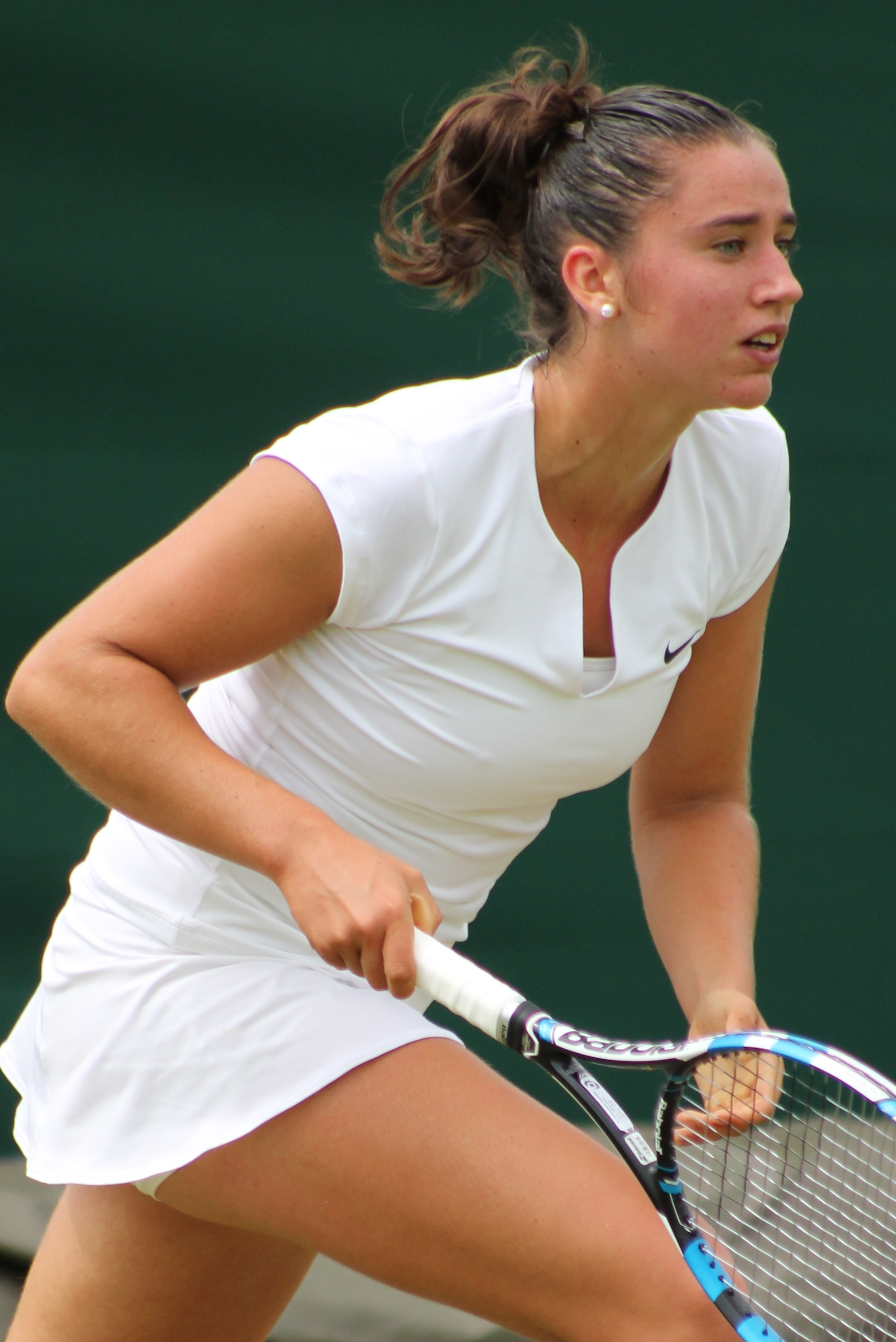
Sara Tormo em Wimbledon, 2015.

Sara disputou sua primeira chave principal no WTA Tour no Barcelona Ladies Open de 2012, onde perdeu na primeira rodada da qualificatória para Ani Mijačika [en]. No Madrid Open de 2012, ela recebeu um "wild card" para a qualificatória, mas perdeu na primeira rodada para Varvara Lepchenko.
No ano seguinte, ela recebeu outra chance via "wild card" para a qualificatória em Madrid, mas perdeu na segunda rodada para Alexandra Dulgheru. No Palermo Ladies Open e no Aberto da Suécia, uma vez mais ela não conseguiu se classificar para a chave principal.
Em 2014, ela novamente recebeu um "wild card" para a qualificatória do Madrid Open, mas perdeu para Caroline Garcia na primeira rodada. Durante o ano, ela teve apenas uma chance de estrear na chave principal do WTA Tour, mas perdeu na primeira rodada da qualificatória no Aberto de Luxemburgo para Barbora Krejcíková.
Em 2015, Sara teve sucesso em sua primeira tentativa de jogar na chave principal do WTA Tour, passando na qualificatória para o Rio Open, onde perdeu na primeira rodada da chave principal para Paula Ormaechea. Em 23 de março de 2015, Sara entrou no top 200 pela primeira vez, ocupando a 198ª posição. Na Family Circle Cup, ela foi ainda mais longe, chegando à terceira rodada, derrotando Anastasia Pavlyuchenkova e Shelby Rogers, mas depois perdeu para Sara Errani. Em Madri, mais uma vez como "wild card", perdeu na primeira rodada da classificatória para Bojana Jovanovski. Ela jogou no Aberto da França, que foi sua primeira aparição em uma qualificatória para um Grand Slam. No entanto, ela perdeu para Shahar Pe'er na primeira rodada. Em Wimbledon, ela perdeu na segunda rodada da qualificatória para Yang Zhaoxuan.

### 2016–17: Estreia em simples, estreia em Major e top 100

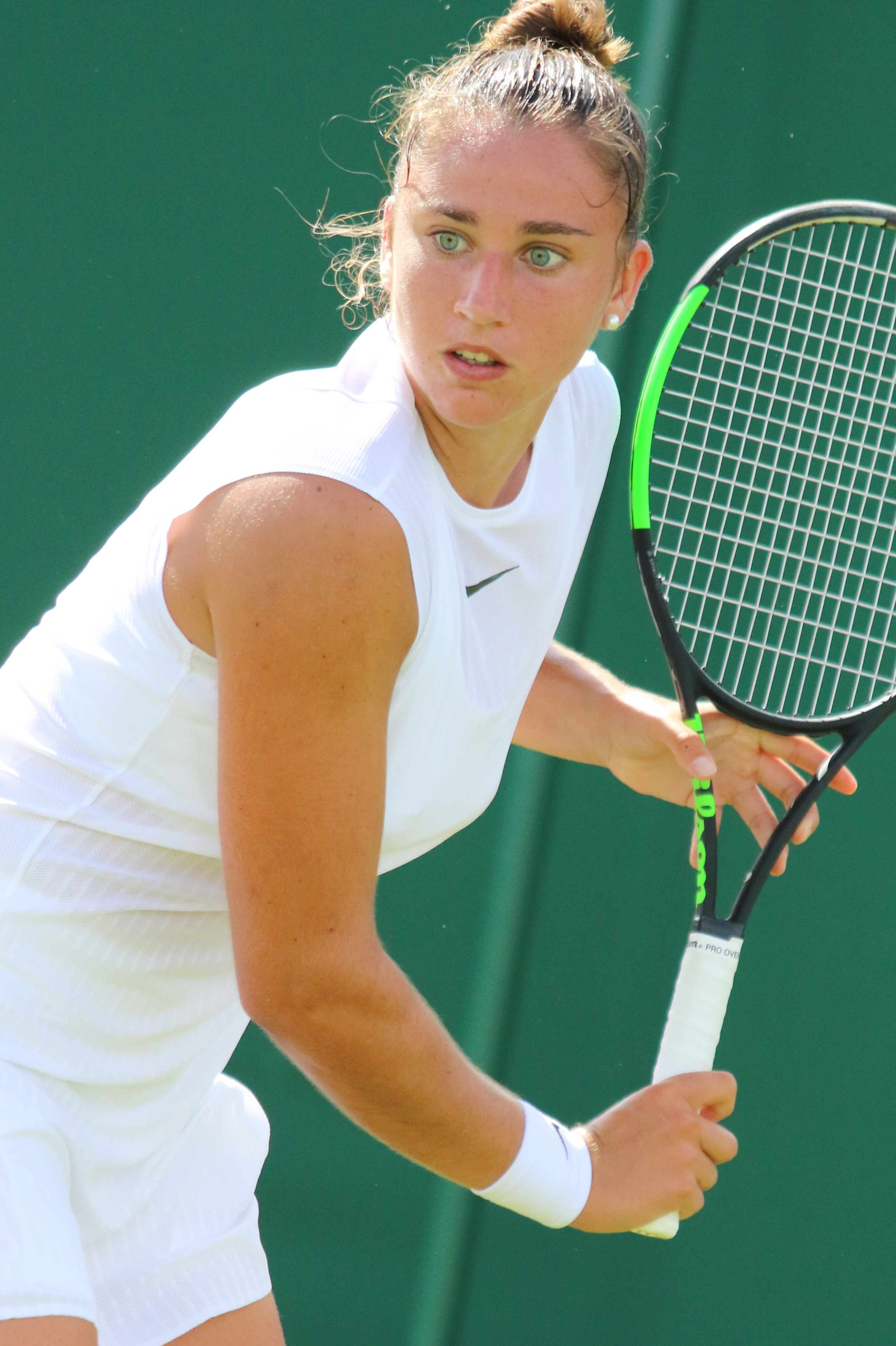
Sara Tormo em Wimbledon, 2017.

Sara não começou bem a temporada de 2016 nas eliminatórias em Brisbane, Hobart e no Aberto da Austrália, respectivamente. Em Melbourne, ela primeiro derrotou Cindy Burger, mas depois perdeu para Zhu Lin. No Aberto do Marrocos, ela passou na qualificatória e na chave principal derrotou Ons Jabeur, mas não foi boa o suficiente para Kiki Bertens na segunda. Mais uma vez, com um "wildcard" para o Madrid Open, desta vez para a chave principal, Sara perdeu para Samantha Stosur. Também foi sua primeira aparição na chave principal de um torneio Premier 5/Mandatory. No Aberto da França, ela se classificou pela primeira vez para a chave principal de um torneio de Grand Slam. Em sua partida de estreia, ela venceu apenas dois games contra Anastasia Pavlyuchenkova. No Mallorca Open, ela fez sua estreia na chave principal do WTA Tour na grama, e sua primeira vitória, contra a compatriota Paula Badosa. Na segunda rodada ela perdeu para Ana Ivanovic. Em Wimbledon, ela foi parada por Irina Khromacheva na primeira rodada da qualificatória. No US Open, Sara estava perto de sua estreia na chave principal, mas perdeu para Kristína Kučová na terceira rodada da qualificatória. No Korea Open, ela chegou às quartas de final do WTA Tour, antes de Patricia Maria Țig derrotá-la. Ela terminou o ano como nº 107 do mundo, apenas uma posição atrás de sua então melhor classificação de 106, que alcançou em 14 de novembro de 2016.
Sara começou 2017 com duas derrotas nas eliminatórias, no Shenzhen Open e no Hobart International, mas depois entra no sorteio principal do Aberto da Austrália. Ela enfrentou Karolína Plíšková, número 5, mas venceu apenas dois jogos. No Hungarian Ladies Open, ela perdeu na primeira rodada para Hsieh Su-wei, enquanto no Malaysian Open, ela avançou para a segunda rodada, onde perdeu para Duan Yingying em três sets. Pela primeira vez, Sara se classificou para o Indian Wells Open. Na primeira rodada, ela derrotou Ekaterina Makarova, sua primeira vitória em qualquer torneio Premier 5/Obrigatório, mas na segunda rodada, ela não foi boa o suficiente para a sexta cabeça-de-chave Agnieszka Radwanska. Com este resultado, Sara estreou no top 100 em 20 de março de 2017, alcançando a posição 99. No Miami Open, ela perdeu na fase final da qualificação para Madison Brengle. No Monterrey Open, ela chegou à segunda fase, onde perdeu para a compatriota Carla Suárez Navarro. Finalmente, ela registrou resultados mais reconhecíveis, alcançando sua primeira semifinal WTA na Copa Colsanitas, onde a compatriota Lara Arruabarrena a impediu de chegar à sua primeira final do WTA Tour. Em 8 de maio de 2017, Sara alcançou sua então melhor classificação da carreira de 79, que também foi sua melhor classificação até 2019. No Madrid Open, ela perdeu na primeira rodada para Samantha Stosur pelo segundo ano consecutivo. No Aberto da Itália, ela falhou na qualificação perdendo para CiCi Bellis. No Aberto da França, Sara perdeu para Timea Bacsinszky em dois sets. A temporada de grama não terminou bem, perdendo nas primeiras rodadas do Mallorca Open para Anastasia Pavlyuchenkova, e Wimbledon para Naomi Osaka. Na segunda parte da temporada em quadra de saibro, Sara fez sua segunda semifinal WTA da carreira no Aberto da Suíça. Durante sua partida semifinal contra Kiki Bertens, após terminar o primeiro set, Sara foi forçada a desistir devido a uma lesão no pulso esquerdo. No Cincinnati Open, ela perdeu na primeira rodada da qualificatória para Monica Puig. Perdendo para Kurumi Nara [en] na primeira rodada do US Open, Sara completou a participação em todos os quatro eventos do Grand Slam. No final da temporada de 2017, ela alcançou as quartas de final do Aberto da Coreia e do Aberto de Tianjin. Ela falhou na qualificatória para o Aberto da China, perdendo para Andrea Petkovic na fase final.
Sara terminou o ano na 99ª posição.

### 2018–20: Primeiro Grand Slam e vitórias no top 10

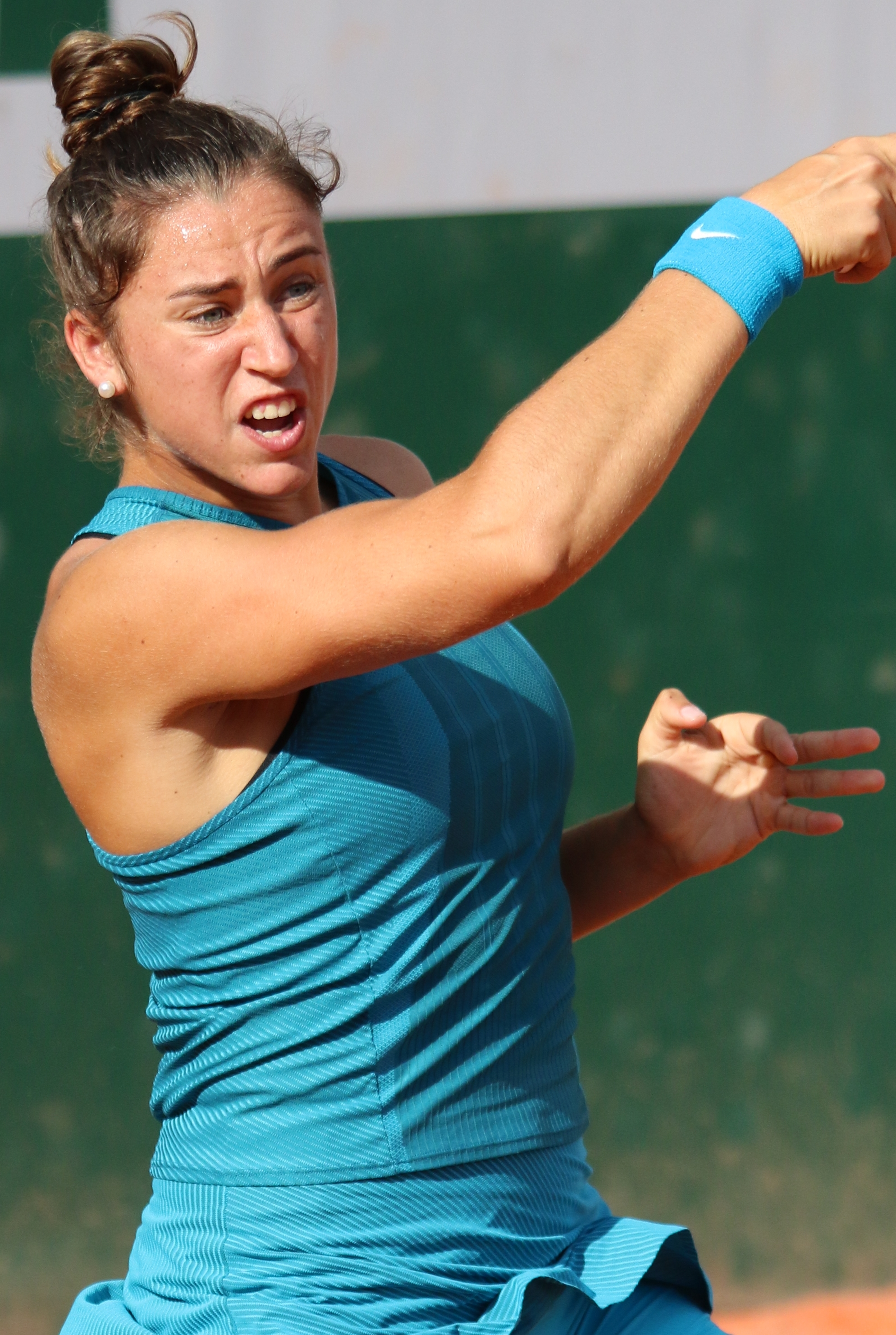
Sara Tormo em Roland Garros, 2018.

Em 2018, o primeiro torneio de Sara foi o Qatar Open, onde perdeu na fase final da qualificatória para Kateryna Bondarenko. Na semana seguinte, ela jogou no Aberto da Hungria, onde na primeira rodada Ysaline Bonaventure a derrotou. Na qualificatória de Indian Wells, ela venceu Allie Kiick [en] e Ajla Tomljanovic, e garantiu sua vaga na chave principal, mas perdeu para CiCi Bellis. Em Miami, ela perdeu na primeira rodada da qualificatória para Carol Zhao. Sua primeira vitória na chave principal do WTA Tour em 2018 aconteceu no Monterrey Open, onde ela derrotou Tereza Martincová, mas perdeu na segunda rodada para Ana Bogdan. Na semana seguinte, ela chegou à segunda rodada da Copa Colsanitas, onde Lara Arruabarrena a parou. No Marrocos Open, Aleksandra Krunic foi melhor na segunda rodada. Em Madrid, Sara conquistou sua primeira vitória lá contra o Madison Keys, mas depois perdeu para Kristýna Plíšková na segunda rodada. No Aberto da França, ela perdeu na segunda rodada da qualificatória. Em Wimbledon, Sara conquistou sua primeira vitória em um Grand Slam de simples, derrotando Kaia Kanepi na primeira rodada, mas perdeu para Carla Suárez Navarro na segunda. No Aberto da Suíça em Gstaad, Sara perdeu para Mandy Minella, perdendo a chance de chegar à sua primeira semifinal em 2018. No US Open, Sara perdeu para Daria Gavrilova na primeira rodada da chave principal. No Wuhan Open, ela passou na qualificatória e perdeu na primeira rodada para Viktorija Golubic. Sua aparição em Wuhan foi seu primeiro torneio Premier 5. Pelo segundo ano consecutivo, ela perdeu para Andrea Petkovic na qualificatória do Aberto da China.
Sara começou a temporada de 2019 jogando nas quartas de final no ASB Classic, onde a caminho da semifinal, Hsieh Su-wei a parou. No Aberto da Austrália, ela perdeu na primeira rodada para Anett Kontaveit. No Indian Wells Open, ela perdeu na segunda fase da qualificatoria, enquanto em Miami chegou à segunda fase da chave principal, onde perdeu para Donna Vekic. Em Charleston, ela foi eliminada na segunda rodada por Sloane Stephens em dois tiebreaks. Em Bogotá, ela foi melhor que Christina McHale e Ana Bogdan nas duas primeiras rodadas, mas depois perdeu nas quartas de final para Beatriz Haddad Maia. No Stuttgart Open, ela venceu três partidas na qualificação e depois perdeu na primeira rodada da chave principal para Andrea Petkovic. No Madrid Open, ela foi melhor que sua compatriota Lara Arruabarrena na primeira rodada, mas sua próxima adversária, Naomi Osaka, foi melhor na segunda. No Aberto da Itália, ela falhou na qualificatória, perdendo na primeira rodada para Ons Jabeur. No Marrocos Open, ela também não foi bem, perdendo na segunda rodada para Nina Stojanović [en]. No Aberto da França ela marcou sua primeira vitória lá, vencendo Alison Van Uytvanck, mas na próxima rodada, Sloane Stephens a derrotou.
Em 10 de junho de 2019, ela alcançou a classificação mais alta de sua carreira, no 64º lugar do mundo. Na temporada de quadra de grama, ela chegou à segunda rodada do Nottingham Open e perdeu na primeira rodada do Mallorca Open. Em Wimbledon, ela foi forçada a se retirar durante sua partida da primeira rodada contra a ex-número 1 do mundo, Caroline Wozniacki, enquanto perdia por 5–4. No US Open, assim como no Australian Open, ela perdeu para Anett Kontaveit. Durante a turnê asiática, Sara jogou apenas dois torneios WTA. Ela jogou no Japan Women's Open, onde chegou às quartas de final, perdendo para Misaki Doi em dois sets. Em seguida, ela foi para Guangzhou, onde foi interrompida na primeira rodada por Anna Blinkova.
Os dois primeiros torneios de 2020 não foram bem sucedidos para Sara, perdendo em ambos na primeira fase. Em seguida, ela chegou ao Aberto da Austrália, onde derrotou Veronika Kudermetova, mas assim como no ano anterior, Anett Kontaveit a impediu de passar para a próxima fase. Em fevereiro, na rodada qualificatória da Fed Cup, jogando pela Espanha, Sara derrotou Naomi Osaka por 6–0, 6–3. Essa foi sua primeira e até agora única vitória entre as 10 primeiras. Em ambos os torneios mexicanos, Mexican Open e Monterrey Open, Sara perdeu na primeira rodada. Após o retorno do WTA Tour após o surto de pandemia de COVID-19, Sara jogou no Palermo International, mas perdeu para Dayana Yastremska em dois sets. Em Praga, ela chegou às quartas de final, vencendo Barbora Strýcová e Laura Siegemund, mas depois perdeu para Irina-Camelia Begu em três sets. No Aberto dos Estados Unidos, ela venceu Claire Liu [en] na primeira rodada antes que a 16ª cabeça de chave Elise Mertens a eliminasse do torneio. Em Istambul, ela derrotou Heather Watson, mas depois perdeu para Paula Badosa na segunda rodada. No Aberto da França, ela enfrentou a cabeça de chave Simona Halep e perdeu, vencendo apenas quatro games, todos eles no primeiro set.

### 2021: Primeiro título WTA, duas quartas de final de WTA 1000, estreia no top 50

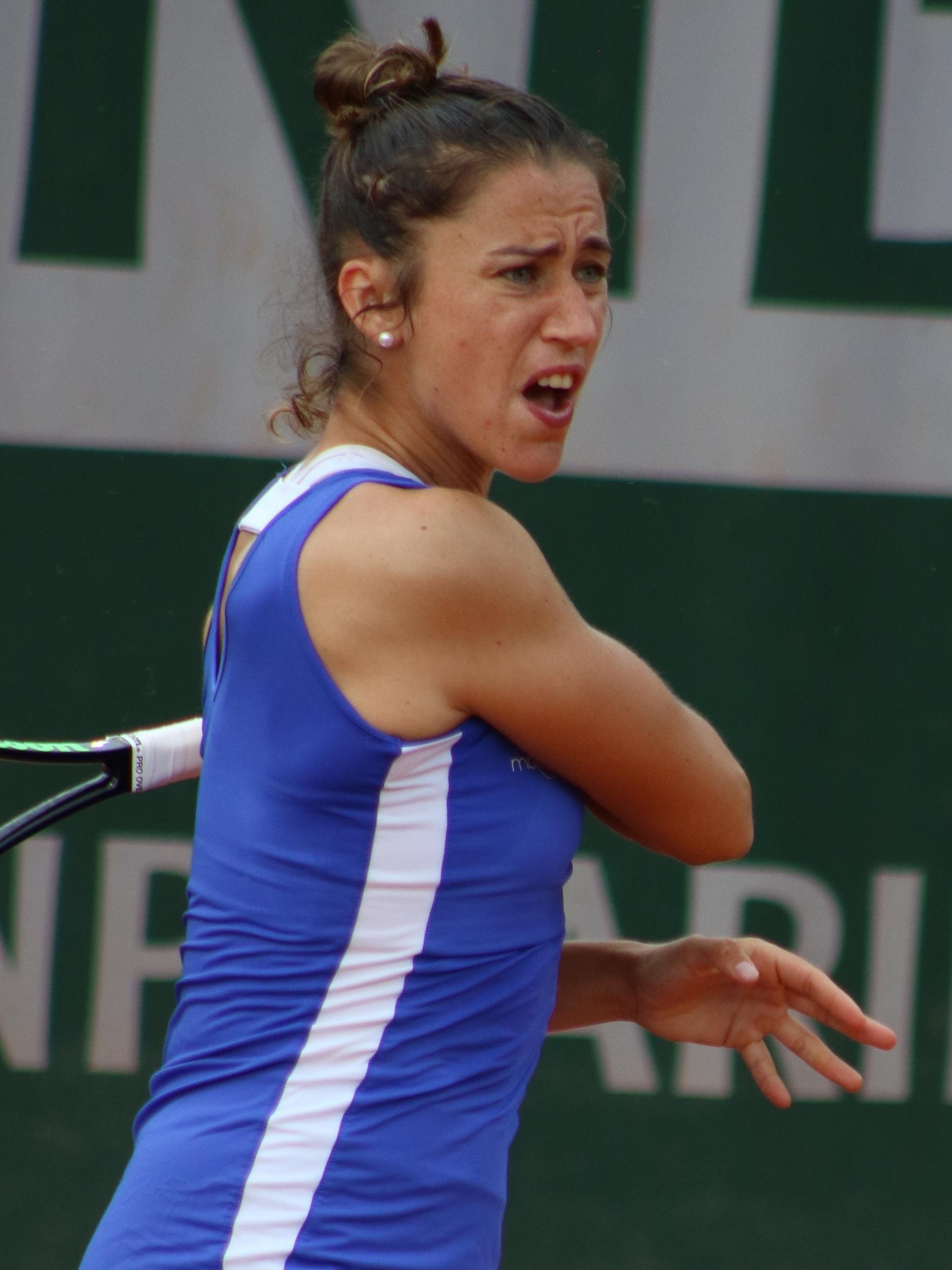
Sara Tormo em Roland Garros, 2021.

Sara começou o ano com uma presença nas quartas de final do Abu Dhabi Open, onde perdeu para Marta Kostyuk, em três sets. Ela então teve algumas eliminações no primeiro turno, perdendo na primeira rodada do Aberto da Austrália para Daria Saville, em dois sets. No início de março, Sara conquistou seu primeiro título de simples WTA no Abierto Zapopan. Ela perdeu apenas um set no caminho para a vitória, derrotando a segunda cabeça-de-chave Marie Bouzková e a ex-número 5 do mundo, Eugenie Bouchard, em dois sets. Depois disso, ela foi para o Aberto de Monterrey, onde chegou às semifinais perdendo para a eventual campeã, Leylah Fernandez.
Sara entrou na chave principal do Miami Open onde chegou às quartas de final perdendo para a nº 9 do mundo, Bianca Andreescu, em três sets. Este foi o seu primeiro evento WTA 1000. No caminho para as quartas de final, ela derrotou a vice-campeã do Aberto da Austrália, Jennifer Brady, a 21ª cabeça-de-chave Elena Rybakina e a 27ª cabeça-de-chave Ons Jabeur. Como resultado, ela entrou no top 50 no número 48 do mundo em 5 de abril de 2021.
Na primeira rodada de Wimbledon, Sara resistiu a 47 winners para vencer Ana Konjuh por 6–3, 3–6, 6–3, depois enfrentou a campeã de 2018 Angelique Kerber em um jogo épico de 3 horas e 19 minutos no qual Kerber desistiu, 7 –5, 5–7, 6–4, apesar de ter sido quebrada sete vezes. As jogadoras foram aplaudidas de pé pelos espectadores por seus esforços.
Nas Olimpíadas de Tóquio de 2020, Sara surpreendeu a número 1 do mundo, Ashleigh Barty, em dois sets, 6–4, 6–3. Na segunda rodada, ela derrotou Fiona Ferro (6–1, 6–4), mas perdeu nas oitavas de final para Anastasia Pavlyuchenkova (1–6, 3–6).
Sara venceu a 22ª cabeça-de-chave Karolína Muchová, 6–2, 7–6, para chegar à segunda rodada do Aberto dos Estados Unidos, apenas para ser batida por Emma Raducanu na terceira, por 6–0, 6–1.

### 2022: Top 35 no ranking, quartas de final em Madrid, final de temporada antecipado
Essa temporada foi discreta para Sara. Ficou na segunda rodada no Melbourne Summer Set 2 e no Australian Open; chegou às quartas de final em Guadalajara e em Monterrey; ficou na segunda rodada em Indian Wells e na primeira em Miami; chegou às quartas de final em Madri, ficou na primeira rodada em Roma, encerrou o semestre ficando na segunda rodada em Eastbourne e na primeira em Wimbledon.
Em julho Sara chegou às quartas de final em Lausanne; teve seu melhor desempenho chegando à semifinal em Palermo; na sequência, ficou nas primeiras rodadas em Toronto, em Cincinnati, em Cleveland, no US Open, encerrando sua temporada de forma antecipada em setembro, no Parma Ladies Open.

### 2023: Queda de 100 posições no ranking, quarta rodada do Aberto da França, de volta ao top 85
Depois de um hiato de seis meses em outubro de 2022, Sara caiu para a posição 132 em 22 de maio de 2023, 100 posições abaixo do melhor ranking de sua carreira em fevereiro de 2022. Posteriormente, ela entrou no Aberto da França de 2023 usando o "ranking protegido". Ela chegou à quarta rodada pela primeira vez em sua carreira, derrotando a "wild card"  Clara Burel, Petra Martic e Elena Rybakina por desistência da adversária. Como resultado, ela subiu 50 posições para o top 85 no ranking.
De volta às quadras duras na América do norte Sara, como "lucky loser" da qualificatória, ganhou o torneio Tennis in the Land, virando um jogo de três sets sobre Ekaterina Alexandrova.
No Aberto da China, Sara em parceria com Marie Bouzková venceram seu primeiro torneio WTA 1000 sobre a dupla Giuliana Olmos / Chan Hao-ching em jogo de três sets.

### 2024
A primeira competição de Sara na temporada foi representando a Espanha na United Cup em Perth na Austrália, onde perdeu seus dois jogos na fase classificatória. Seus próximos compromissos foram o Hobart International e o Australian Open nos quais não passou pela primeira rodada. Prosseguindo sua campanha em quadras duras, agora no Oriente Médio, Sara tentou o Abu Dhabi Open, no qual passou pela qualificatória como "lucky loser", venceu Linda Noskova na primeira rodada da chave principal em jogo de três sets, mas perdeu na segunda para Barbora Krejcikova em jogo que foi obrigada a abandonar por contusão. No giro americano, Sara não passou da primeira rodada tanto em Indian Wells quanto em Miami.
Sara iniciou a temporada em quadras de saibro no San Luis Open no qual também não passou da primeira rodada. Em seguida, na Copa Colsanitas, venceu Maria Timofeeva na primeira rodada em sets diretos mas perdeu na segunda para Sara Errani na segunda em jogo de três sets. Seu desempenho melhorou bastante no Aberto de Madri, no qual chegou às oitavas de final, onde acabou perdendo para a N° 1 do mundo Iga Swiatek em contundentes sets diretos. Na chave de duplas do mesmo torneio ela foi campeã com a parceira Cristina Bucșa vencendo na final a dupla Barbora Krejcikova / Laura Siegemund em sets diretos. Em seguida, no Aberto de Roma, ela venceu Nadia Podoroska na primeira rodada em sets diretos, venceu a cabeça de chave N° 20, Anastasia Pavlyuchenkova, na segunda em jogo de três sets, mas na terceira, acabou perdendo para a cabeça de chave N° 9, Jelena Ostapenko, também em jogo de três sets. Seu próximo compromisso foi no Grand Prix Princesse Lalla Meryem, no Marrocos, no qual como cabeça de chave N° 3, passou por Harriet Dart, na primeira rodada em sets diretos, venceu Nadia Podoroska, na segunda, em jogo de três sets, mas perdeu para Mayar Sherif na terceira em sets diretos. Já no Aberto da França, perdeu na primeira rodada para Bianca Andreescu, em sets diretos.

## Controvérsias
No Aberto da França de 2023, Sara e sua parceira de duplas  Marie Bouzkova foram criticadas por conduta antidesportiva ao forçar o árbitro e supervisor do torneio a desqualificar as adversárias Aldila Sutjiadi [en] e Miyu Kato [en] da partida.
Apesar de não terem uma visão direta do incidente, Sorribes Tormo e Bouzkova foram criticados por seus repetidos apelos ao árbitro para encaminhar o assunto ao árbitro do torneio. Sorribes Tormo e Bouzkova puderam ser vistas visivelmente sorrindo com a notícia da desclassificação, apesar de Kato ser consolada por Sutjiadi do outro lado.
Muitos ex-jogadores e comentaristas, incluindo Alize Cornet, Pam Shriver e Gilles Simon criticaram Sorribes Tormo e Bouzkova por sua conduta antidesportiva.

## Finais de Grand Slam júnior

### Duplas
| Status | Ano  | Campeonato | Piso | Parceira       | Oponentes                             | Placar   |
| ------ | ---- | ---------- | ---- | -------------- | ------------------------------------- | -------- |
| Vice   | 2013 | US Open    | Duro | Belinda Bencic | Barbora Krejčíková Kateřina Siniaková | 3–6, 4–6 |